# Nabil Missaoui
Nabil Missaoui, né le 8 janvier 1979, est un footballeur international tunisien évoluant au poste d'attaquant entre 2000 et 2018.

## Clubs
- 2000-juillet 2003 : Olympique de Béja (Tunisie)
- juillet 2003-juillet 2006 : Club africain (Tunisie)
- juillet 2006-juillet 2007 : Olympique de Béja (Tunisie)
- juillet 2007-juillet 2008 : Al-Masry (Égypte)
- janvier-juillet 2009 : El Gawafel sportives de Gafsa (Tunisie)
- juillet 2009-juillet 2010 : Jeunesse sportive kairouanaise (Tunisie)
- juillet 2010-juillet 2011 :  Olympique de Béja (Tunisie)
- juillet 2011-juillet 2013 : Avenir sportif de La Marsa (Tunisie)
- juillet 2013-juillet 2014 :  Olympique de Béja (Tunisie)
- juillet 2014-août 2015 :  Union sportive monastirienne (Tunisie)[2]
- août 2015-juillet 2016 :  Olympique de Béja (Tunisie)
- juillet-novembre 2016 : Stade tunisien (Tunisie)
- décembre 2016-juillet 2017 : El Gawafel sportives de Gafsa (Tunisie)